# Oeneis glacialis

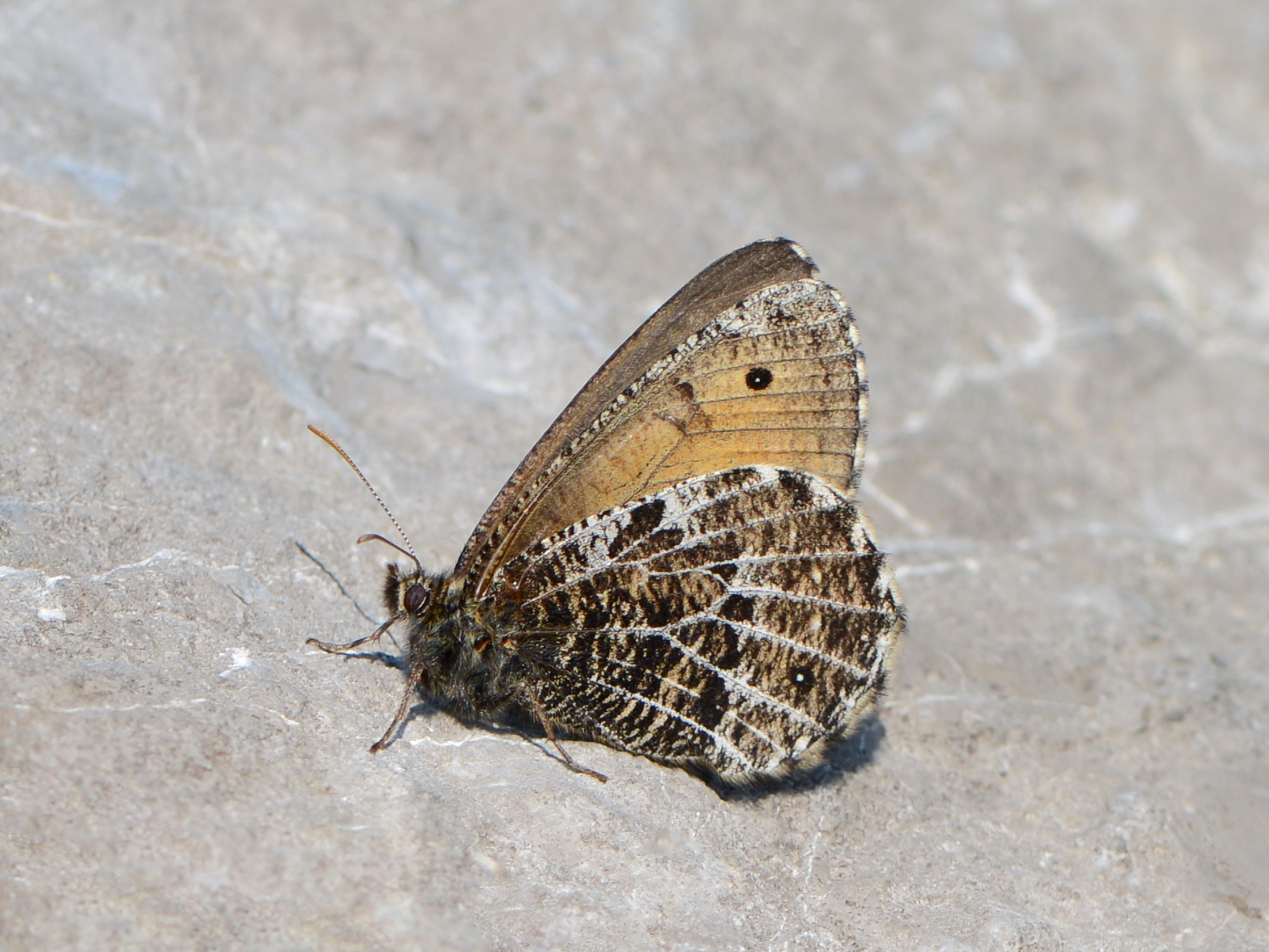
Oeneis glacialis

Oeneis glacialis là một loài bướm ngày thuộc họ Nymphalidae. Nó được tìm thấy ở Anpơ tại độ cao 1400 đến 2900 mét trên mực nước biển.
Sải cánh dài 50–56 mm. The butterflies are on wing từ tháng 6 đến tháng 8 tùy theo địa điểm.
Ấu trùng ăn Festuca species.